# No.1
No.1 (pronunciado como "no one") es el octavo EP coreano, y décimo en toda su discografía, del grupo femenino de Corea del Sur CLC. Fue lanzado digitalmente el 30 de enero de 2019 y físicamente el 31 de enero, por Cube Entertainment y distribuido por Kakao M. Cuenta con cinco pistas, incluido el sencillo principal «No».

## Antecedentes y lanzamiento
El 17 de enero de 2019, se informó que el grupo lanzaría su octavo EP coreano, titulado No.1, el 30 de enero, después de revelar su calendario de regreso.
Cube Entertainment lanzó fotos individuales y grupales el 20 y 21 de enero, respectivamente. Posteriormente se publicó la lista de canciones el 22 de enero y fragmentos de audio el 23 de enero. Se lanzaron teasers individuales y el vídeo musical oficial del 24 al 28 de enero.
El EP se lanzó a través de varios portales de música el 30 de enero de 2019, incluidos MelOn, iTunes y Spotify.

## Promoción
El 20 de enero de 2019, se confirmó que CLC estaría invitado en el reconocido programa de televisión coreana Weekly Idol, lo que sería el primer programa de variedades del grupo tras su regreso con el disco No.1, siendo también la primera aparición del grupo en dicho programa con las siete integrantes.
Antes de su regreso, Cube realizó un anuncio en la intersección de la línea 2 del metro - Samseong Station, Seongsu Station - Ttukseom Station y Seoul Forest Station - intersección del puente Seongdong Gu.
El 30 de enero, CLC celebró una conferencia de prensa antes del lanzamiento del álbum en el Blue Square iMarket Hall. El mismo día, se transmitió una presentación especial presentada por Mnet a través de Naver y Mnet-M2. CLC es el primer grupo de chicas en tener su propio show, después de BTS, Wanna One y Got7. Interpretaron el sencillo principal «No» y varias otras canciones del EP, así como temas de su disco anterior, Black Dress. El grupo también apareció como invitados en Idol Radio para promocionar el álbum.

## Vídeo musical
El vídeo musical de «No» fue lanzado junto con el EP el 30 de enero. En 24 horas, el vídeo había superado los 2.2 millones de visitas en YouTube.
El 14 de febrero, el vídeo musical superó los 10 millones de visitas combinadas, considerando las publicaciones del vídeo musical oficial en el canal de 1theK y en el canal oficial de CLC. A partir de junio de 2019, el vídeo musical tiene más de 21 millones de visitas combinadas en ambos canales.

## Lista de canciones
| No. 1 |             |                                                    |                                                   |                                                |          |  |
| N.º   | Título      | Letras                                             | Música                                            | Arreglo                                        | Duración |  |
| 1.    | «No»        | Soyeon, Yeeun                                      | Soyeon, June                                      | Soyeon, June                                   | 3:01     |  |
| 2.    | «Show»      | Dally, Seo Jae-woo (TENTEN), BreadBeat             | Seo Jae-woo (TENTEN), BreadBeat (TENTEN), June    | Seo Jae-woo (TENTEN), BreadBeat (TENTEN), June | 3:31     |  |
| 3.    | «Breakdown» | Choi Young-kyung, Yeeun                            | Simon Petren, Choi Young-kyung, 추대관 (MonoTree) | Simon Petren                                   | 3:11     |  |
| 4.    | «Like It»   | Kim Yeon-seo, The Proof, Yeeun                     | The Proof, Kim Yeon-seo                           | The Proof                                      | 3:13     |  |
| 5.    | «I Need U»  | Anna Timgren, VINCENZO, Fuxxy, Any Masingga, Yeeun | VINCENZO, Fuxxy, Any Masingga, Anna Timgren       | VINCENZO, Fuxxy                                | 3:26     |  |
| 16:22 |             |                                                    |                                                   |                                                |          |  |

## Posicionamiento en listas

### Lista semanal
| Lista (2019)                                     | Mejor posición |
| ------------------------------------------------ | -------------- |
| Corea del Sur (Gaon Album Chart)                 | 4              |
| Estados Unidos (US Top Heatseekers Billboard)    | 19             |
| Estados Unidos (US Independent Albums Billboard) | 49             |
| Estados Unidos (US World Albums Billboard)       | 5              |

### "No"
| Lista (2019)                                      | Mejor posición |
| ------------------------------------------------- | -------------- |
| Estados Unidos (US World Digital Songs Billboard) | 4              |

## Premios y reconocimientos
| Publicación | Lista                                                      | canción | Ranking | Ref.   |
| ----------- | ---------------------------------------------------------- | ------- | ------- | ------ |
| Billboard   | Las 25 mejores canciones de K-pop del 2019: Critics' Picks | «No»    | 11      | [ 26 ] |
| BuzzFeed    | 30 canciones que ayudaron a definir el K-pop en 2019       | «No»    | 30      | [ 27 ] |
| Dazed       | Las 20 mejores canciones K-pop del 2019                    | «No»    | 16      | [ 28 ] |
| Refinery29  | Las mejores canciones K-pop del 2019                       | «No»    | 25      | [ 29 ] |
| SBS         | Top 100 de canciones de pop asiático de 2019               | «No»    | 24      | [ 30 ] |

### Programas de música
| Canción | Programa | Fecha                 | Ref.   |
| ------- | -------- | --------------------- | ------ |
| «No»    | The Show | 12 de febrero de 2019 | [ 31 ] |
| «No»    | The Show | 19 de febrero de 2019 | [ 32 ] |

## Historial de lanzamiento
| País          | Fecha               | Formato          | Discográfica               |
| ------------- | ------------------- | ---------------- | -------------------------- |
| Mundo         | 30 de enero de 2019 | Descarga digital | Cube Entertainment Kakao M |
| Corea del Sur | 31 de enero de 2019 | CD               | Cube Entertainment Kakao M |